# The Best of ZZ Top
The Best of ZZ Top är en samlingsskiva av det amerikanska bluesrock-bandet ZZ Top och släpptes 1977.

## Låtlista
Samtliga låtar skrivna av Frank Beard, Billy Gibbons och Dusty Hill, om annat inte anges.
1. "Tush" - 2:14
2. "Waitin' for the Bus" (Billy Gibbons/Dusty Hill) - 2:59
3. "Jesus Just Left Chicago" - 3:29
4. "Francine" (Kenny Cordray/Billy Gibbons/Steve Perron ) - 3:33
5. "Just Got Paid" (Billy Gibbons/Bill Ham) - 4:27
6. "La Grange" - 3:51
7. "Blue Jean Blues" - 4:42
8. "Backdoor Love Affair" (Billy Gibbons/Bill Ham) - 3:20
9. "Beer Drinkers & Hell Raisers" - 3:23
10. "Heard It on the X" - 2:23

## Medverkande
- Frank Beard - trummor
- Billy Gibbons - gitarr, munspel, sång, slidegitarr
- Dusty Hill - basgitarr, sång